# Maloelap
Maloelap (en marshallès: M̧aļoeļap) és un atol de l'oceà Pacífic que forma un districte legislatiu de la cadena de Ratak de les Illes Marshall. Comprèn 71 illes i illots, té una superfície terrestre de tan sols 9,8 km² i envolta una llacuna amb una superfície de 972 km². Es troba 18 quilòmetres al nord de l'atol Aur. El 2011 tenia 682 habitants.

## Història
Fou descoberta el 21 d'agost de 1526 per l'expedició de García Jofré de Loaísa i nomenada illa de San Bartolomé, per Toribio Alonso de Salazar, que comandava l'expedició en aquells moments.
L'atol va ser reclamat per l'Imperi Alemany, juntament amb la resta de les Illes Marshall, el 1884. Després de la Primera Guerra Mundial va quedar sota el domini de l'Imperi Japonès. El 1939 els japonesos hi van construir una base d'hidroavions i un aeroport amb dues pistes. Durant la Segona Guerra Mundial la guarnició japonesa superava els 3.000 soldats. L'illa va ser atacada per la Marina dels Estats Units a partir del febrer de 1942. Els atacs van augmentar en freqüència i gravetat després de la caiguda de Majuro i Kwajalein a mans de les forces americanes. Només poc més de mil soldats japonesos van sobreviure a la guerra. Després de la Segona Guerra Mundial va quedar sota el control dels Estats Units. Forma part de les Illes Marshall des de la seva independència, el 1986.